# Serie A 2020-2021 (pallacanestro in carrozzina)
La Serie A 2020-2021 è stata la 44ª edizione del massimo campionato italiano di pallacanestro in carrozzina.
Si tratta del primo campionato disputato dopo la pandemia di COVID-19 che aveva costretto l'interruzione della competizione precedente senza assegnare il titolo ad alcuna squadra. Le squadre partecipanti sono 8 e a seguito dell'abbandono della massima categoria del Santa Lucia Sport Roma si aggiunge il Reggio Calabria Bic.

## Regolamento

### Formula
Inizialmente le 8 squadre partecipanti dovevano disputare un girone all'italiana, con partite d'andata e ritorno, con partenza il 21 novembre. Al termine della stagione regolare le prime quattro classificate erano ammesse ai play-off scudetto. Tuttavia a seguito della pandemia di COVID-19 l'inizio del campionato è slittato al 23 gennaio 2021 con una nuova formula per ridurre al minimo i rischi dovuti agli spostamenti e le difficoltà logistiche. Il nuovo campionato viene così strutturato in due gironi da quattro squadre ciascuno. Al termine della stagione regolare tutte le squadre partecipano ai play-off, da giocarsi con un doppio confronto fino alle semifinali e con una finale alla meglio delle tre. Rispetto alle stagioni precedenti non ci sono retrocessioni e di conseguenza neanche play-out.
Per la stagione viene confermata la regola degli abbattimenti di punteggio per Under 22 e giocatrici donne, strutturati in questo modo:
1. Under 22 esordiente uomo: 2 punti
2. Under 22 uomo: 1 punto

1. Esordiente donna (1º anno): 2.5 punti
2. Esordiente donna (2º anno): 2 punti
3. Abbattimento donna: 1.5 punti

## Stagione regolare

### Girone A

#### Classifica
Aggiornata al 13 ottobre 2020.
|  |    | Classifica stagione regolare 2020-2021 | PT | G | V | P | PF  | PS  | Dif  | SD |
|  | -- | -------------------------------------- | -- | - | - | - | --- | --- | ---- | -- |
|  | 1. | Santo Stefano AVIS                     | 12 | 6 | 6 | 0 | 472 | 244 | +228 |    |
|  | 2. | DECO Group Amicacci Giulianova         | 6  | 6 | 3 | 3 | 337 | 350 | -13  |    |
|  | 3. | Studio 3A Millennium Basket            | 4  | 6 | 2 | 4 | 311 | 429 | -118 |    |
|  | 4. | Dinamo Lab Banco di Sardegna           | 2  | 6 | 1 | 5 | 291 | 388 | -97  |    |

#### Calendario
| Prima giornata |                      |          |
| 23-01-21       |                      | 13-02-21 |
| 63-54          | Giulianova - Padova  | 61-64    |
| 35-86          | Sassari - S. Stefano | 34-71    |

| Seconda giornata |                      |          |
| 30-01-21         |                      | 20-02-21 |
| 55-53            | Giulianova - Sassari | 60-50    |
| 37-92            | Padova - S.Stefano   | 40-94    |

| Terza giornata |                         |          |
| 06-02-21       |                         | 27-02-21 |
| 65-55          | Sassari - Padova        | 54-61    |
| 62-46          | S. Stefano - Giulianova | 67-52    |

### Girone B

#### Classifica
Aggiornata al 13 ottobre 2020.
|  |    | Classifica stagione regolare 2020-2021 | PT | G | V | P | PF  | PS  | Dif  | SD |
|  | -- | -------------------------------------- | -- | - | - | - | --- | --- | ---- | -- |
|  | 1. | UnipolSai Briantea 84 Cantù            | 12 | 6 | 6 | 0 | 444 | 257 | +187 |    |
|  | 2. | Key Estate GSD Porto Torres            | 8  | 6 | 4 | 2 | 361 | 349 | +12  |    |
|  | 3. | Special Sport Bergamo Montello         | 2  | 6 | 1 | 5 | 249 | 340 | -91  | +7 |
|  | 4. | Farmacia Pellicanò Reggio Calabria BIC | 2  | 6 | 1 | 5 | 280 | 388 | -108 | -7 |

#### Calendario
| Prima giornata |                         |          |
| 23-01-21       |                         | 13-02-21 |
| 37-79          | Reggio Calabria - Cantù | 49-72    |
| 59-37          | Porto Torres - Bergamo  | 57-49    |

| Seconda giornata |                                |          |
| 30-01-21         |                                | 20-02-21 |
| 49-82            | Reggio Calabria - Porto Torres | 61-64    |
| 66-35            | Cantù - Bergamo                | 74-37    |

| Terza giornata |                           |          |
| 06-02-21       |                           | 27-02-21 |
| 51-36          | Bergamo - Reggio Calabria | 40-48    |
| 51-77          | Porto Torres - Cantù      | 48-76    |

## Play-off

### Tabellone
|  | Quarti di finale | Quarti di finale                       | Quarti di finale | Quarti di finale |  |  | Semifinali                  | Semifinali                  | Semifinali        | Semifinali        |    |    | Finale                      | Finale                      | Finale                      | Finale          | Finale          |  |
|  |                  |                                        |                  |                  |  |  |                             |                             |                   |                   |    |    |                             |                             |                             |                 |                 |  |
|  | 1A               | Santo Stefano                          | 83               | 111              |  |  |                             |                             |                   |                   |    |    |                             |                             |                             |                 |                 |  |
|  | 4B               | Farmacia Pellicanò Reggio Calabria BIC | 27               | 26               |  |  | Santo Stefano               | Santo Stefano               | 70                | 80                |    |    |                             |                             |                             |                 |                 |  |
|  | 2B               | Key Estate GSD Porto Torres            | 56               | 64               |  |  | Studio 3A Millennium Basket | Studio 3A Millennium Basket | 41                | 52                |    |    |                             |                             |                             |                 |                 |  |
|  | 3A               | Studio 3A Millennium Basket            | 70               | 69               |  |  |                             |                             |                   |                   |    |    | Santo Stefano               | Santo Stefano               | 61                          | 53              | 56              |  |
|  | 1B               | Briantea 84 Cantù                      | 68               | 69               |  |  |                             |                             | Briantea 84 Cantù | Briantea 84 Cantù | 60 | 69 | 73                          |                             |                             |                 |                 |  |
|  | 4A               | Dinamo Lab Sassari                     | 57               | 57               |  |  | Briantea 84 Cantù           | Briantea 84 Cantù           | 72                | 79                |    |    |                             |                             |                             |                 |                 |  |
|  | 2A               | Amicacci Giulianova                    | 59               | 64               |  |  | Amicacci Giulianova         | Amicacci Giulianova         | 62                | 65                |    |    |                             |                             |                             |                 |                 |  |
|  | 3B               | Special Sport Bergamo Montello         | 48               | 61               |  |  |                             |                             |                   |                   |    |    | Finale 3º posto             | Finale 3º posto             | Finale 3º posto             | Finale 3º posto | Finale 3º posto |  |
|  |                  |                                        |                  |                  |  |  |                             |                             |                   |                   |    |    |                             |                             |                             |                 |                 |  |
|  |                  |                                        |                  |                  |  |  |                             |                             |                   |                   |    |    | Amicacci Giulianova         | Amicacci Giulianova         | Amicacci Giulianova         | 69              | 62              |  |
|  |                  |                                        |                  |                  |  |  |                             |                             |                   |                   |    |    | Studio 3A Millennium Basket | Studio 3A Millennium Basket | Studio 3A Millennium Basket | 66              | 59              |  |

### Quarti di finale
Ogni serie si gioca con la formula del doppio confronto su andata e ritorno e con la differenza canestri come discriminante in caso di parità.

#### Santo Stefano - Reggio Calabria
| Potenza Picena 6 marzo 2021, ore 15:30                                                                                 | Santo Stefano | 83 – 27 (20-9, 40-11, 63-17) | Farmacia Pellicanò Reggio Calabria BIC | PalaPrincipi |
| \| \| \| \| \| Giaretti 23 \| Punti \| 9 Rukavisnikovs \| \| Roberto Ceriscioli \| Allenatori \| Antonio Cugliandro \| |               |                              |                                        |              |
| |               |                              |                                        |              |
| Giaretti 23 | Punti         | 9 Rukavisnikovs              |                                        |              |
| Roberto Ceriscioli | Allenatori    | Antonio Cugliandro           |                                        |              |

| Reggio Calabria 13 marzo 2021, ore 14:00                                                               | Farmacia Pellicanò Reggio Calabria BIC | 26 – 111 (4-22, 16-47, 20-77) | Santo Stefano | PalaCalafiore |
| \| \| \| \| \| \| Punti \| 33 Giaretti \| \| Antonio Cugliandro \| Allenatori \| Roberto Ceriscioli \| |                                        |                               |               |               |
| |                                        |                               |               |               |
| | Punti                                  | 33 Giaretti                   |               |               |
| Antonio Cugliandro                                                                                     | Allenatori                             | Roberto Ceriscioli            |               |               |

#### Giulianova - Bergamo
| Bergamo 6 marzo 2021, ore 18:00                                                                     | Special Sport Bergamo Montello | 48 – 59 (17-12, 26-25, 33-44) | Amicacci Giulianova | Centro Sportivo Italcementi |
| \| \| \| \| \| Edwards 23 \| Punti \| 22 Beginskis \| \| Ennio Pizzi \| Allenatori \| Özcan Gemi \| |                                |                               |                     |                             |
| |                                |                               |                     |                             |
| Edwards 23                                                                                          | Punti                          | 22 Beginskis                  |                     |                             |
| Ennio Pizzi                                                                                         | Allenatori                     | Özcan Gemi                    |                     |                             |

| Giulianova 13 marzo 2021, ore 17:00 | Amicacci Giulianova | 64 – 61 (15-10, 28-24, 44-37) | Special Sport Bergamo Montello | Palacastrum |
| \| \| \| \| \| Beginskis 24 \| Punti \| 24 Edwards \| \| Beginskis, Marchionni 7 \| Assist \| \| \| Cavagnini 13 \| Rimbalzi \| 9 Edwards \| \| Andrea Accorsi \| Allenatori \| Ennio Pizzi \| |                     |                               |                                |             |
| |                     |                               |                                |             |
| Beginskis 24 | Punti               | 24 Edwards                    |                                |             |
| Beginskis, Marchionni 7 | Assist              |                               |                                |             |
| Cavagnini 13 | Rimbalzi            | 9 Edwards                     |                                |             |
| Andrea Accorsi | Allenatori          | Ennio Pizzi                   |                                |             |

#### Porto Torres - Padova
| Arbitri: | Graziani Saule |

|                   |            |                  |
| Bargo 20          | Punti      | 16 Gómez         |
| Fabio Castellucci | Allenatori | Giuseppe Peretti |

| Arbitri: | De Mattia Delle Cese |

|                  |            |                   |
| Rossetti 28      | Punti      | 20 Casagrande     |
| Giuseppe Peretti | Allenatori | Fabio Castellucci |

#### Cantù - Sassari
| Sorso 20 marzo 2021, ore 18:00                                                                             | Dinamo Lab Sassari | 57 – 68 (12-15, 26-29, 38-53) | Briantea 84 Cantù | Palazzetto dello Sport |
| \| \| \| \| \| De Miranda 11 \| Punti \| 25 Carossino \| \| Massimo Bisin \| Allenatori \| Daniele Riva \| |                    |                               |                   |                        |
| |                    |                               |                   |                        |
| De Miranda 11                                                                                              | Punti              | 25 Carossino                  |                   |                        |
| Massimo Bisin                                                                                              | Allenatori         | Daniele Riva                  |                   |                        |

| Sorso 21 marzo 2021, ore 15:00                                                                   | Briantea 84 Cantù | 69 – 57 (18-14, 33-23, 52-38) | Dinamo Lab Sassari | Palazzetto dello Sport |
| \| \| \| \| \| Papi 16 \| Punti \| 14 Fares \| \| Daniele Riva \| Allenatori \| Massimo Bisin \| |                   |                               |                    |                        |
|                                                                                                  |                   |                               |                    |                        |
| Papi 16                                                                                          | Punti             | 14 Fares                      |                    |                        |
| Daniele Riva                                                                                     | Allenatori        | Massimo Bisin                 |                    |                        |

### Semifinali
Ogni serie si gioca con la formula del doppio confronto su andata e ritorno e con la differenza canestri come discriminante in caso di parità.

#### Santo Stefano - Padova
| Arbitri: | Rambelli Volpe |

|                   |            |                     |
| Raourahi 11       | Punti      | 18 Bedzeti          |
| Fabio Castellucci | Allenatori | Roberto Cerisciogli |

| Arbitri: | Martolini Borsani |

|                     |            |                   |
| Giaretti 16         | Punti      | 17 Casagrande     |
| Roberto Cerisciogli | Allenatori | Fabio Castellucci |

#### Cantù - Giulianova
| Roseto degli Abruzzi 27 marzo 2021, ore 15:00                                                           | Amicacci Giulianova | 62 – 72 (18-22, 37-37, 46-54) | Briantea 84 Cantù | PalaMaggetti |
| \| \| \| \| \| Gharibloo 27 \| Punti \| 28 Berdun \| \| Andrea Accorsi \| Allenatori \| Daniele Riva \| |                     |                               |                   |              |
| |                     |                               |                   |              |
| Gharibloo 27                                                                                            | Punti               | 28 Berdun                     |                   |              |
| Andrea Accorsi                                                                                          | Allenatori          | Daniele Riva                  |                   |              |

| Meda 3 aprile 2021, ore 19:00                                                                           | Briantea 84 Cantù | 79 – 65 (25-10, 45-23, 61-47) | Amicacci Giulianova | PalaMeda |
| \| \| \| \| \| Berdun 27 \| Punti \| 25 Gharibloo \| \| Daniele Riva \| Allenatori \| Andrea Accorsi \| |                   |                               |                     |          |
| |                   |                               |                     |          |
| Berdun 27                                                                                               | Punti             | 25 Gharibloo                  |                     |          |
| Daniele Riva                                                                                            | Allenatori        | Andrea Accorsi                |                     |          |

### Finale
Ogni serie è al meglio delle 3 partite, con l'eventuale gara-3, attribuita secondo sorteggio, in casa della Briantea 84 Cantù.

#### Santo Stefano - Cantù
| Potenza Picena 10 aprile 2021, ore 12:00                                                                   | Santo Stefano | 61 – 60 (d.t.s.) (10-10, 21-29, 30-37, 49-49) | Briantea 84 Cantù | PalaPrincipi |
| \| \| \| \| \| Bedzeti 20 \| Punti \| 32 Berdun \| \| Roberto Cerisciogli \| Allenatori \| Daniele Riva \| |               |                                               |                   |              |
| |               |                                               |                   |              |
| Bedzeti 20                                                                                                 | Punti         | 32 Berdun                                     |                   |              |
| Roberto Cerisciogli                                                                                        | Allenatori    | Daniele Riva                                  |                   |              |

| Meda 17 aprile 2021, ore 12:00                                                                                    | Briantea 84 Cantù | 69 – 53 (16-14, 36-29, 58-40) | Santo Stefano | PalaMeda |
| \| \| \| \| \| De Maggi, Papi 16 \| Punti \| 19 Bedzeti \| \| Daniele Riva \| Allenatori \| Roberto Ceriscioli \| |                   |                               |               |          |
| |                   |                               |               |          |
| De Maggi, Papi 16                                                                                                 | Punti             | 19 Bedzeti                    |               |          |
| Daniele Riva | Allenatori        | Roberto Ceriscioli            |               |          |

| Meda 24 aprile 2021, ore 11:30                                                                            | Briantea 84 Cantù | 73 – 56 (21-10, 45-22, 52-39) | Santo Stefano | PalaMeda |
| \| \| \| \| \| Berdun 19 \| Punti \| 17 Bedzeti \| \| Daniele Riva \| Allenatori \| Roberto Ceriscioli \| |                   |                               |               |          |
| |                   |                               |               |          |
| Berdun 19                                                                                                 | Punti             | 17 Bedzeti                    |               |          |
| Daniele Riva                                                                                              | Allenatori        | Roberto Ceriscioli            |               |          |

### Finale 3º posto

#### Giulianova - Padova
| Piombino Dese 10 aprile 2021, ore 15:00 | Studio 3A Millennium Basket | 66 – 69 (22-18, 36-39, 57-52) | Amicacci Giulianova | Palazzetto dello Sport |
| \| \| \| \| \| Casagrande 20 \| Punti \| 26 Cavagnini \| \| Casagrande 8 \| Assist \| 9 Marchionni \| \| Foffano 9 \| Rimbalzi \| 17 Cavagnini \| \| Fabio Castellucci \| Allenatori \| Andrea Accorsi \| |                             |                               |                     |                        |
| |                             |                               |                     |                        |
| Casagrande 20 | Punti                       | 26 Cavagnini                  |                     |                        |
| Casagrande 8 | Assist                      | 9 Marchionni                  |                     |                        |
| Foffano 9 | Rimbalzi                    | 17 Cavagnini                  |                     |                        |
| Fabio Castellucci | Allenatori                  | Andrea Accorsi                |                     |                        |

| Roseto degli Abruzzi 17 aprile 2021, ore 12:00 | Amicacci Giulianova | 62 – 59           | Studio 3A Millennium Basket | PalaMaggetti |
| \| \| \| \| \| Marchionni 20 \| Punti \| 16 Bargo \| \| Beginskis 9 \| Assist \| 6 Casagrande \| \| Cavagnini 14 \| Rimbalzi \| 9 Casagrande \| \| Andrea Accorsi \| Allenatori \| Fabio Castellucci \| |                     |                   |                             |              |
| |                     |                   |                             |              |
| Marchionni 20 | Punti               | 16 Bargo          |                             |              |
| Beginskis 9 | Assist              | 6 Casagrande      |                             |              |
| Cavagnini 14 | Rimbalzi            | 9 Casagrande      |                             |              |
| Andrea Accorsi | Allenatori          | Fabio Castellucci |                             |              |

## Play-off piazzamento

### Tabellone
|  | Semifinali 5º-8º posto | Semifinali 5º-8º posto                 | Semifinali 5º-8º posto | Semifinali 5º-8º posto | Semifinali 5º-8º posto |  |  | Finale 5º posto                        | Finale 5º posto                        | Finale 5º posto | Finale 5º posto | Finale 5º posto |  |
|  |                        |                                        |                        |                        |                        |  |  |                                        |                                        |                 |                 |                 |  |
|  | 2B                     | GSD Porto Torres                       | 83                     | 80                     | 163                    |  |  |                                        |                                        |                 |                 |                 |  |
|  | 4B                     | Farmacia Pellicanò Reggio Calabria BIC | 51                     | 57                     | 108                    |  |  | GSD Porto Torres                       | GSD Porto Torres                       | 55              | 88              | 143             |  |
|  | 3B                     | Special Sport Bergamo Montello         | 71                     | 51                     | 122                    |  |  | Dinamo Lab Sassari                     | Dinamo Lab Sassari                     | 62              | 78              | 140             |  |
|  | 4A                     | Dinamo Lab Sassari                     | 69                     | 67                     | 136                    |  |  |                                        |                                        |                 |                 |                 |  |
|  |                        |                                        |                        |                        |                        |  |  |                                        |                                        |                 |                 |                 |  |
|  |                        |                                        |                        |                        |                        |  |  | Finale 7º posto                        |                                        |                 |                 |                 |  |
|  |                        |                                        |                        |                        |                        |  |  |                                        |                                        |                 |                 |                 |  |
|  |                        |                                        |                        |                        |                        |  |  | Special Sport Bergamo Montello         | Special Sport Bergamo Montello         | 69              | 62              | 131             |  |
|  |                        |                                        |                        |                        |                        |  |  | Farmacia Pellicanò Reggio Calabria BIC | Farmacia Pellicanò Reggio Calabria BIC | 57              | 52              | 109             |  |

### Semifinali 5º-8º posto
Ogni serie si gioca con la formula del doppio confronto su andata e ritorno e con la differenza canestri come discriminante in caso di parità.

#### Porto Torres - Reggio Calabria
| Porto Torres 27 marzo 2021, ore 15:00                                                                         | Farmacia Pellicanò Reggio Calabria BIC | 51 – 83 (11-17, 25-39, 31-63) | GSD Porto Torres | Palasport Alberto Mura |
| \| \| \| \| \| La Terra 19 \| Punti \| 29 Gómez \| \| Antonio Cugliandro \| Allenatori \| Giuseppe Peretti \| |                                        |                               |                  |                        |
| |                                        |                               |                  |                        |
| La Terra 19                                                                                                   | Punti                                  | 29 Gómez                      |                  |                        |
| Antonio Cugliandro                                                                                            | Allenatori                             | Giuseppe Peretti              |                  |                        |

| Arbitri: | De Mattia Delle Cese |

|                  |            |                    |
| Mehiaoui 32      | Punti      | 14 D'Anna          |
| Giuseppe Peretti | Allenatori | Antonio Cugliandro |

#### Bergamo - Sassari
| Sorso 27 marzo 2021, ore 13:00                                                                             | Dinamo Lab Sassari | 69 – 71 (19-19, 39-27, 53-50) | Special Sport Bergamo Montello | Palazzetto dello Sport |
| \| \| \| \| \| Pellegrini 21 \| Punti \| 29 Edwards \| \| Massimo Bisin \| Allenatori \| Davide Carrara \| |                    |                               |                                |                        |
| |                    |                               |                                |                        |
| Pellegrini 21                                                                                              | Punti              | 29 Edwards                    |                                |                        |
| Massimo Bisin                                                                                              | Allenatori         | Davide Carrara                |                                |                        |

| Bergamo 3 aprile 2021, ore 15:00                 | Special Sport Bergamo Montello | 51 – 67       | Dinamo Lab Sassari | Centro Sportivo Italcementi |
| \| \| \| \| \| \| Allenatori \| Massimo Bisin \| |                                |               |                    |                             |
|                                                  |                                |               |                    |                             |
|                                                  | Allenatori                     | Massimo Bisin |                    |                             |

### Finale 5º posto

#### Porto Torres - Sassari
| Sorso 15 aprile 2021, ore 16:00                                                                               | Dinamo Lab Sassari | 62 – 55 (13-16, 35-24, 48-33) | GSD Porto Torres | Palazzetto dello Sport |
| \| \| \| \| \| De Miranda 30 \| Punti \| 21 Rossetti \| \| Massimo Bisin \| Allenatori \| Giuseppe Peretti \| |                    |                               |                  |                        |
| |                    |                               |                  |                        |
| De Miranda 30                                                                                                 | Punti              | 21 Rossetti                   |                  |                        |
| Massimo Bisin                                                                                                 | Allenatori         | Giuseppe Peretti              |                  |                        |

| Porto Torres 17 aprile 2021, ore 15:00                                                                              | GSD Porto Torres | 88 – 78 (d.2t.s.) (13-21, 32-28, 46-46, 67-60, 78-71) | Dinamo Lab Sassari | Palasport Alberto Mura |
| \| \| \| \| \| Mehiaoui 34 \| Punti \| 21 Spanu, Villafañe \| \| Giuseppe Peretti \| Allenatori \| Massimo Bisin \| |                  |                                                       |                    |                        |
| |                  |                                                       |                    |                        |
| Mehiaoui 34 | Punti            | 21 Spanu, Villafañe                                   |                    |                        |
| Giuseppe Peretti | Allenatori       | Massimo Bisin                                         |                    |                        |

### Finale 7º posto

#### Bergamo - Reggio Calabria
| Reggio Calabria 17 aprile 2021, ore 18:00                                                                   | Farmacia Pellicanò Reggio Calabria BIC | 57 – 69 (12-22, 30-38, 45-53) | Special Sport Bergamo Montello | PalaCalafiore |
| \| \| \| \| \| Cardoso 13 \| Punti \| 31 Edwards \| \| Giovanni Rugolo \| Allenatori \| Domenico Canfora \| |                                        |                               |                                |               |
| |                                        |                               |                                |               |
| Cardoso 13                                                                                                  | Punti                                  | 31 Edwards                    |                                |               |
| Giovanni Rugolo                                                                                             | Allenatori                             | Domenico Canfora              |                                |               |

| Reggio Calabria 18 aprile 2021, ore 9:30                                                                    | Special Sport Bergamo Montello | 62 – 52 (13-12, 28-24, 46-35) | Farmacia Pellicanò Reggio Calabria BIC | PalaCalafiore |
| \| \| \| \| \| Edwards 28 \| Punti \| 19 Cardoso \| \| Domenico Canfora \| Allenatori \| Giovanni Rugolo \| |                                |                               |                                        |               |
| |                                |                               |                                        |               |
| Edwards 28                                                                                                  | Punti                          | 19 Cardoso                    |                                        |               |
| Domenico Canfora                                                                                            | Allenatori                     | Giovanni Rugolo               |                                        |               |